# Spornik
Spornik je naslov knjige Borislava Jovanovića, crnogorskog književnika i književnoga kritičara, sa izborom poezije Radovana Zogovića, povodom stogodišnjice njegovog rođenja.

## Opšte naznake
Sudbinu Zogovića (1907—1986), krajem 1930-ih afirmisanog književnika i člana KPJ, partizana, od 1945. visokog funkcionera druge Jugoslavije koji se nakon 1948. (sukob zbog rezolucije Informbiroa) kao dogmatski marksista svojevoljno povukao s dužnosti i bio od vlasti izolovan zbog simpatija prema SSSR-a - opisuje Jovanović kao njegov unutrašnji rascep "između svojih revolucionarnih ideja i drevnog osećanja pesme, između svetske pravde i nepravde, između Crne Gore i njenog tragičnog usuda u 20. veku".
Profilisao je Jovanović izbor Zogovićeve poezije kroz "koncept koji apstrahuje sve hronološke dodire", s ciljem da od ukupnosti njegovog autorskog opusa (re)strukturiše jednu koherentu poetičko-društvenu i tematsku "zogovićevsku transferzalu". On navodi kako svojim izborom Zogovićeve poezije nije hteo "skinuti petokraku" sa Zogovića, koja ostaje "neizostavno sastavnim delom njegovog ukupnog portreta". "Hteo sam samo od simbola jedne ideologije razlučiti simbole onog duboko poetizovanog u duboko poetizovanom; dakle, tražio sam poeziju u poeziji".

## Enigma Zogović
U predgovoru Spornika Jovanović veli:
"Radovan Zogović je cela jedna enigma, krunski izazov, i stoletna dobit crnogorske poezije i literature. Rekao bih, i cela jedna antologija u crnogorskom poetičkom panoptikumu: čvorno mesto, nedovoljno istraženo i objašnjeno. Paradigma modernog i klasičnog. Samozatajena, samosebna, stilska, jezička i književna pojava. Mukotrpan, ali ostvaren prodor u mitski i kišoviti šapat sveta, u sveljudski događaj lirskog. Čitati Zogovića znači, istovremeno, postajati pesnik ili osetiti potrebu za identifikovanjem s jakom dozom pesništva koju emanira njegov tekst".
Primećuje Jovanović kako je, tokom decenija, "Zogović tražio i našao svoje pesništvo koje će skrajnuti čistu idejnost (ideologiziranost) u onoj meri koja će svoje oslonce potražiti u samim ponorima života ne gubeći veru u neke druge motivske i semantičke harmonije koje će sačuvati nit realističkog i njegoševskog optimizma".
"Od pesnika 'krvave pogače sunca' i 'usta krvava pena' postajao je (Zogović) pesnik sa 'zelenom azbukom listića", veli Jovanović i citira Zogovićeve stihove:
"On je moj sadašnji prijatelj, bez uzmaka/Jedini gost moj, pobornik moj i spornik. I kad se, ushodan, od zida do zida, odbijam kao omča/Il' čovjek što omču veže i klati sam u sebi/On uvrne lišće, on sklopi grane, on se skopča/I maše kažiprst: Da se ne bi, da se ne bi".

## Zogović i crnogorski jezik
"A ono što je u svemu tome odnelo prevagu", piše Jovanović, "pesničku anticipaciju teksta, jeste Zogovićevo urođeno svojstvo izvornog osećanja svog, crnogorskog jezika, pevajući sam taj jezik. U ovom pesniku ovaj jezik je dobio svoj najintrigantniji procvat - moderno jezičko svanuće do kojega se došlu upesničenjem prajezičkog i folklornog".

## Izbor
Za izbor Spornik Zogovićeve poezije, koristio je Borislav Jovanović, zbirke pesama Prkosne strofe (Beograd, 1947), Artikulisana riječ (Beograd, 1965), Žilama za kamen (Titograd, 1969), Lično, sasvim lično (Beograd, 1971), Knjažeska kancelarija (Titograd, 1976) i Susret za sjutra (1985).
Podjeljen je Spornik u sledeća poglavlja: Prolog, Spornik, Jaspis, Eljda i vjetar, Došljaci - pjesme Ali Binaka, Noć skuplja vijeka, Susret za sjutra.

## Kritika
Crnogorska književna javnost je posebnim interesovanjem propratila izlazak iz štampe Spornika. Književni kritičar Rajko Cerović u svom tekstu na stranicama lista Pobjeda je napisao:
"Borislav Jovanović se poduhvatio pokušaja da, u odnosu na do sada uobičajeni način razumevanja poezije Radovana Zogovića, učini novo čitanje, odnosno skrene pažnju na ranije malo uočene osobenosti Zogovićevog pesničkog izraza... Borislav Jovanović u knjizi dobro odabranog naslova Spornik ispravno teži da pesnika Radovana Zogovića izvuče iz prilično banalizovanog klišea zastupnika takozvane socijalne literature, i između dva rata i u poratnom periodu, odnosno pesnika revolucionarnog zanosa i žrtve za mogući pravedniji i ljudskiji svet. Iako je plamena vera naših međuratnih i ratnih revolucionara bila dobrim delom utopijska, i ako su se mnoge njihove nade kasnije izvrgavale u totalitarizam i vlastitu suprotnost, nikad se više neće roditi pokoljenje koje će sa tako plamenim uverenjem jurišati na barikade i, prezirući smrt, ginuti za dva ideala: slobodu od okupatora i san o pravednijem društvu. Nije li i grejanje tako plemenitom utopijom, odnosno idealom jednakosti i slobode, bivalo samo po sebi pesma čijem zovu se nisu lako mogli odupreti istinski vernici revolucije. Nema nikakve sumnje da je to Zogović, u svojoj generaciji, više od ostalih, bio. Da mnoge vrednosti crnogorske književne baštine danas traže novo čitanje i tumačenje, da je, konačno, crnogorska književnost dospela, možda prvi put, do visokog stepena vlastite samosvesti, ili duboke zapitanosti nad sobom, svedoči i knjiga pesnika Marka Vešovića posvećena poeziji, odnosno jeziku Radovana Zogovića. Obe knjige, i Spornik i Vešovićeva obimna i nadahnuta studija, kao deo Vešovićeve doktorske disertacije, izašle su, ne slučajno, ove (2009. - prim.a.) godine. Po svoj prilici, oba su autora u isto vreme osećali preku potrebu da spasavaju Zogovića od filistarske predstave o njemu kao samo pesniku revolucionarne strasti. Vešović najveće domete Zogovićevskog pesništva gotovo pripisuje petnaestogodišnjoj Zogovićevoj kućnoj konfinaciji, a plodovima te surove pesnikove usamljenosti i Borislav Jovanović smatra Zogovićeva najznačajnija pesnička ostvarenja".

## Literatura
- Spornik (Izbor iz poezije Radovana Zogovića urađen povodom stogodišnjice rođenja ovog pjesnika, autor izbora i predgovora Borislav Jovanović), Dukljanska akademija nauka i umjetnosti, Biblioteka Skriptorij, knj. 3, Odjeljenje za književnost i jezik, Podgorica. 2009.  978-86-85779-14-5. стр. 168.